# 维耶勒欧尔
维耶勒欧尔（法語：Vielle-Aure，法語發音：[vjɛl ɔʁ]）是法国上比利牛斯省的一个市镇，属于巴涅尔德比戈尔区。

## 地名
该地名为而非，“Vielle”为该地本名，并非意为“旧”的法语形容词“vieille”，其同布莱摩泽尔（Boulay-Moselle）、莱斯帕尔梅多克（Lesparre-Médoc）和维尔诺曼底（Vire Normandie）一样为“小地名加大地名”类地名，“欧尔”是一个地区的名称，《世界地名译名词典》将其误译作“旧欧尔”。

## 地理
维耶勒欧尔（42°49'48"N, 0°19'33"E）面积5.38 平方千米，位于法国奧克西塔尼大區上比利牛斯省，该省份为法国西南部内陆省份，北至热尔省，西接大西洋比利牛斯省，南与西班牙接壤，东临上加龙省。
与维耶勒欧尔接壤的市镇（或旧市镇、城区）包括：巴涅尔德比戈尔、欧隆、布里斯、居尚、萨扬、圣拉里-苏朗、维涅克、巴雷日。
维耶勒欧尔的时区为UTC+01:00、UTC+02:00（夏令时）。

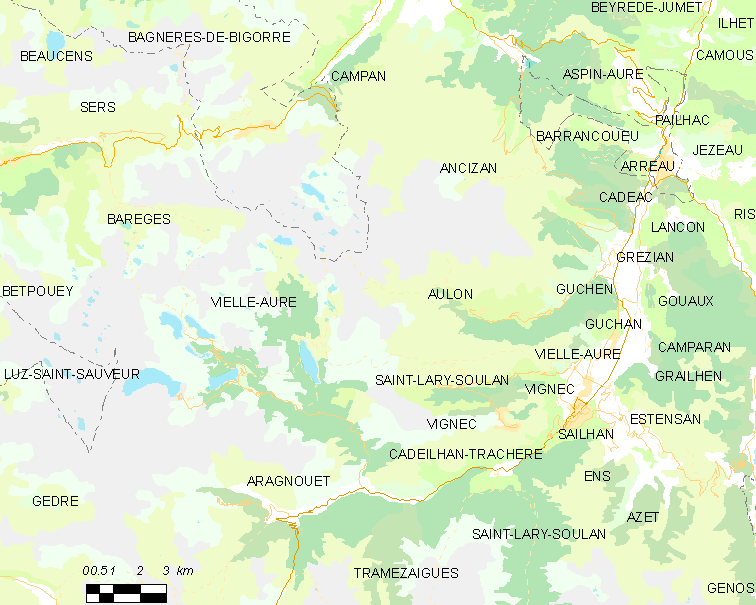
维耶勒欧尔的OSM定位图

## 行政
维耶勒欧尔的邮政编码为65170，INSEE市镇编码为65465。

## 政治
维耶勒欧尔所属的省级选区为内斯特-欧尔-卢龙县。

## 人口

1962-2008年间维耶勒欧尔人口变化图示

维耶勒欧尔于2022年1月1日时的人口数量为304人。